# Rossinière
Rossinière (hist. Russeneiri) – miejscowość i gmina (commune) w zachodniej Szwajcarii, w kantonie Vaud, w okręgu (district) Riviera-Pays-d’Enhaut.

## Demografia
W Rossinière mieszkają 532 osoby. W 2021 roku 12,4% populacji gminy stanowiły osoby urodzone poza Szwajcarią.

## Transport
Przez teren gminy przebiega droga główna nr 190. 